# چهار وحشتناک
چهار وحشتناک یک گروه ابرتبه‌کارانه در سری کتاب‌های کامیک انتشارات مارول کامیکس می‌باشد. این تیم که دشمنان چهار شگفت‌انگیز هستند، اولین بار در چهار شگفت‌انگیز شماره ۳۶ام (۱۹۶۶) به وسیله نویسنده استن لی و نقاش جک کربی ساخته شد.